# Egelreute
Egelreute ist ein Teilort Burgweilers, eine von acht Ortschaften der baden-württembergischen Gemeinde Ostrach im Landkreis Sigmaringen.

## Geographie

### Geographische Lage
Der Teilort Egelreute liegt sieben Kilometer südlich der Ortsmitte Ostrachs, zwischen Ulzhausen im Nordwesten, dem Pfrunger-Burgweiler Ried im Osten, sowie dem zur Gemeinde Wilhelmsdorf gehörenden Ortsteil Pfrungen im Südosten.

## Geschichte
Der Weiler am Ried wurde um 1300 im Urbar des Klosters Beuron mehrmals erwähnt. 1454 war Eglaruti im Besitz der Grafschaft Heiligenberg.
Bis 1924 gehörte Egelreute zu Ruschweiler, dann zum Gemeindeverbund Burgweiler.
Im Zuge der Gebietsreform in Baden-Württemberg wurde die Gemeinde Burgweiler mit dem Ort Egelreute am 1. Januar 1975 nach Ostrach eingemeindet.

## Kultur und Sehenswürdigkeiten

### Bauwerke

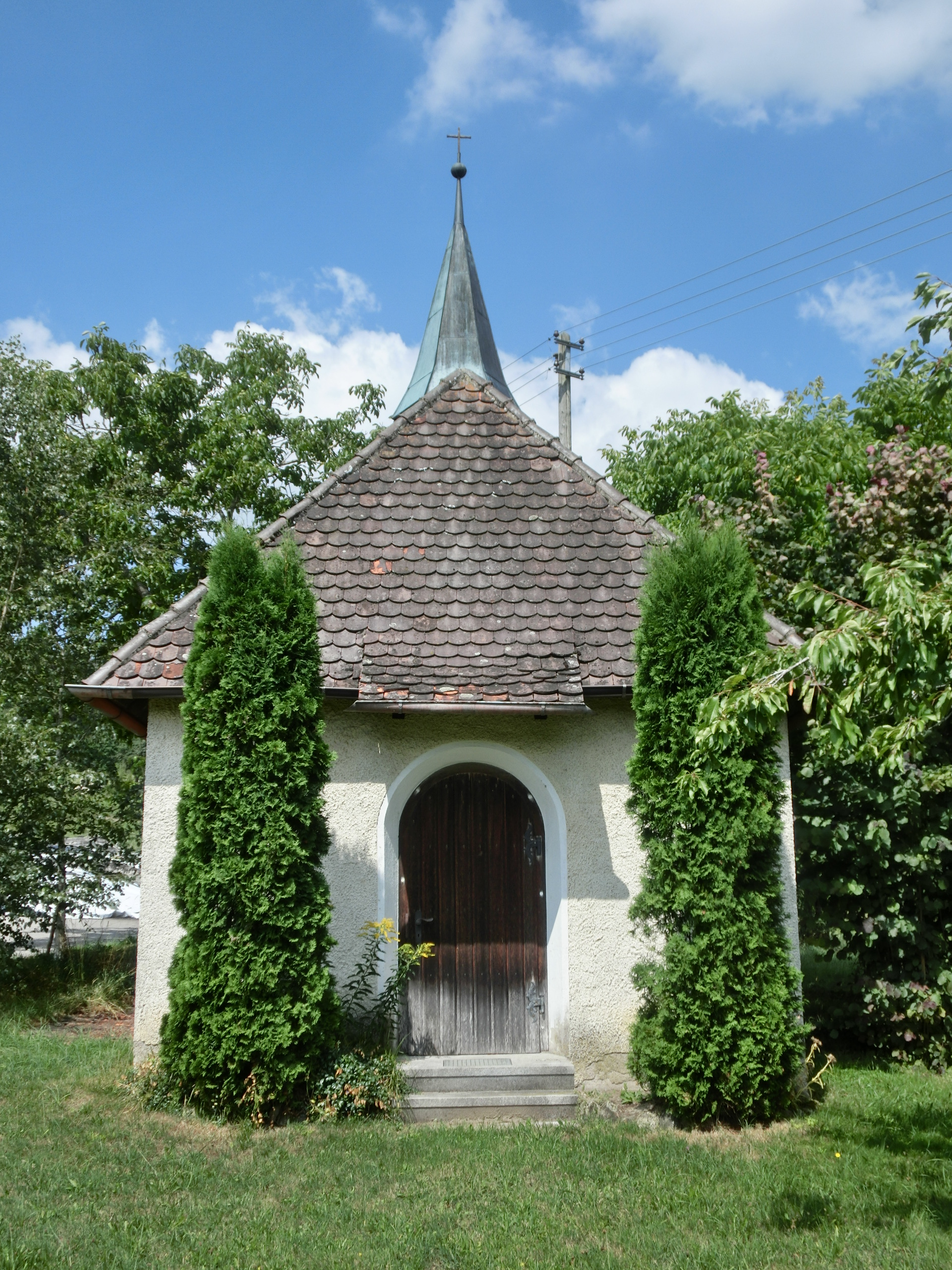
Kapelle

In Egelreute stehen  die Gemeindewaage / Viehwaage (Flurstück 1101; Anfang 20. Jh.), die Kapelle (Flurstück 1334) sowie ein Flurkreuz (Flurstück 1334; 1887) unter Denkmalschutz.

## Trivia
- Egelreute wird im Text des Schwobarock Songs Ratzariader Schenkelbatscher von Grachmusikoff als Egelreite erwähnt.[6]